# سعيد بن حجي
سعيد بن حجِّي، الحنبلي، النجدي، (توفي 1229 هـ)، تولى قضاء الحوطة والحريق للإمام عبد العزيز بن محمد وابنه سعود.

## سيرته
هو من علماء نجد، قرأ على الشيخ محمد بن عبد الوهاب، كما أخذ عن ابنيه عبد الله وحسين، وقرأ على الشيخ حمد بن ناصر بن معمر، وغيرهم من علماء الدرعية. لما تفقه عينه الإمام عبد العزيز بن محمد قاضيًا في حوطة بني تميم وما حولها من بلدان جنوبي نجد؛ فقام بالإفتاء والقضاء والتدريس فيها حتى توفي في إمامة عبد الله بن سعود سنة 1229 هـ.
من تلاميذه راشد بن هويد (من أهل الحوطة) وحسين بن فرج وجمعان بن ناصر وغيرهم. تهافتت عليه الرسائل محملة بالمسائل ولم تقتصر تلك الرسائل على أن تكون من نجد بل تعدى ذلك إلى بلاد تهامة واليمن.

## مؤلفاته
- رسائل في الفقه.[3]